# Irena Figerova
Irena Figerova Hunka (Vitória, 16 de maio de 1957) é um ex-voleibolista indoor brasileira que atuou na posição de Ponta e defendendo a Seleção Brasileira conquistou a medalha de prata no Campeonato Sul-Americano de 1973 na Colômbia.

## Carreira
Nas categorias de base do Club Athletico Paulistano,  e  em 1982 este era patrocinado pela Transbrasil Linhas Aéreas e conquistou de forma invicta o título do Campeonato Paulista neste mesmo ano. Obtendo o título do Campeonato Brasileiro de 1982.
No ano de 1973 recebeu convocação para representar o Brasil no Campeonato Sul-Americano em Bucaramanga, Colômbia e conquista o vice-campeonato dessa edição, jogando ao lado de sua irmã Alena Figerova Hunka.Iniciou em 1976 o curso de Arquitetura pela Faculdade de Arquitetura Mackenzie e concluiu em 1980.
Na categoria juvenil disputou pela Seleção Paulista a edição dos Jogos Estudantis Brasileiros (JEB´s) de 1974, estes realizados em Campinas, finalizando com a medalha de ouro, mesmo posto alcançado na edição do Campeonato Brasileiro Juvenil em Porto Alegre em julho no mesmo ano.
Esteve a ponto de disputar a edição dos Jogos Olímpicos de Los Angeles em 1984, mas por problemas de ordem física ficou de fora da competição, segundo afirmou o então técnico Jorjão da seleção principal, antes do evento foi internada e submetida a cirurgia de hérnia de disco.
Integrava a Seleção Brasileira na preparação para a Copa do Mundo de 1985, lutava por vagas, época que era a sétima e passou a ser a décima segunda reserva do time, pediu então dispensa.Ainda naquele ano conquistou o título do Campeonato Paulista pelo Pinheiros/Transbrasil,sob o comando do técnico japonês Nabuhiro Imai.
Na temporada de 1986 foi atleta do Lufkin/Sorocaba, sob o comando do técnico Paulo Russo, transferindo-se na temporada de 1987 para o Minasgás e fez mestrado em Administração para Profissionais do Esporte em 2000 pela Faculdade Getúlio Vargas.
A partir de 2002 passou a participar voluntariamente como palhaço em hospitais públicos, fazendo parte da Operação Arco-Íris (OAI), onde vive a personagem “Dona Saradona” , nas visitas aos hospitais como GRAACC, o Darcy Vargas, o Emílio Ribas, o Menino Jesus e o Beneficência Portuguesa. Integrou o Conselho Deliberativo do Club Athletico Paulistano no período de 2003 a 2012.
Em 2017 concedeu uma entrevista para o documentário a “ A Era do Peixinho” relembrou que na década de 70 ocorriam com frequência exibições com times japoneses, na época uma das equipes de ponta a nível mundial, era formada para esta finalidade uma seleção paulista e os jogos ocorriam no Ginásio do Ibirapuera e sempre lotado, a superioridade japonesa era tanta que os jogos finalizava rapidamente em três sets a zero, as japonesas ficavam fazendo demonstrações entre elas, time titular contra as reservas e surgiu a oportunidade de Irena com cerca de 16 anos de idade substituir a atacante reserva das japonesas e foi ovacionada pelo público quando atacava pelas reservas do time japonês.

## Títulos e resultados
- Campeonato Brasileiro:1982[3]
- Campeonato Paulista:1982[2] e 1985[2]

## Premiações Individuais
[carece de fontes?]